# 米国税理士
米国税理士（べいこくぜいりし、Enrolled Agent、EA）とは、アメリカ合衆国の内国歳入庁（Internal Revenue Service 略称:IRS）の施行する国家試験に合格し、登録免許を受けた米国の税理士のことである。全世界でActiveなEAはおよそ約48,000人。

## 概要
- この資格は、1884年にAct of Congress で定められた米国で最も古い公的資格である。
- EAの資格は合衆国法典第31で定められている。またEA及び弁護士、CPA等の公的資格保持者における、アメリカ合衆国国内歳入庁（IRS）に対する業務上の義務及び罰則等の詳細は、連邦財務省規則230（Treasury Dept. Circular 230）に定められている。
- 米国ではEA（イー・エー）と略称され、日本では一般的に米国税理士と翻訳される。

## 業務独占資格
- 日本の税理士と最も異なる点は、米国では日本と違い誰でもが有料で税務申告作成をすることが出来る。[注 2]
- Circular 230の規定で、IRSの業務規制を受けるのはEA、CPA及び弁護士等の有資格者だけである。
- 法人の監査業務は米国公認会計士(CPA)の独占業務であり、EAは行えない。
- 税法における犯罪行為の弁護は、弁護士の独占業務であり、EAは行えない。
- IRSの税務査察に対する有料での代理業務は、EA、CPA及び弁護士の独占業務である。
- 法廷での代理人業務は弁護士の独占業務であるが、税務裁判所（United States Tax Court）だけは、EAが代理人業務を行うことが出来る。　ただし、非弁護士であるEAのための特別裁判所試験（Tax Court examination）に合格することが条件となる。税務裁判所での判決に不満で、上級裁判所への控訴を行う場合は、弁護士が行うことになる。

## 公認会計士(CPA)との相違点
- CPAが各州毎の資格であるのに対し、EAは米国の連邦政府から交付されるため、州に制約されることなく業務を営むことができる。
- CPAは監査を行い、EAは税務を行うという棲み分けがある。

## 主な活動内容
- 税務業務である (1)税務申告書の作成、(2)税務代理、(3)税務相談（節税対策を含む）を行う。
- 顧客に対する守秘義務があるが、弁護士と違って顧客の犯罪行為をも守秘する義務はない。
- 一般的には弁護士の活動内容であるが、法人の設立を業務とするEAもいる。
- 一般的にはCPAやその他の会計士の活動内容だが、経理や財務を行うEAもいる。

## 日米間での活動内容
米国税理士は以下の分野での活躍が期待されている。
- 日本企業の海外投資及び海外進出に関わる税務業務
- 米国企業の対日投資及び日本進出に伴う二国間にまたがる税務業務
- 日本在住の米国人の米国への納税申告関連業務
- 米国在住の日本人の米国への納税申告関連業務
- 二国間税務コンサルティング業務

日米間の企業及び個人の交流はますます活発化しており、両国間にまたがる税務問題も増加傾向にある。しかしながら、知名度の低さ、継続教育による資格保持の難しさから、日本人のEA資格者はまだ少数であり、実際に活動しているEAも多くはない。

## 資格の取得
- 2005年より、従来のマークシート式での一斉試験ではなくコンピュータ試験に切り替わり、IRSから委託されているPrometric Test Centerで予約しての受験となった。[注 3]
- 受験申請はすべてオンラインで予約出来る。
- 三科目であるが、一科目ずつ受験することが出来る。
- 日本での受験も4カ所で可能となった。
- 頻繁に改正される税法の特殊性から、試験内容が更新される毎年3月1日から4月30日の間は、試験は行われない。
- 受験方法は、ほぼCPAと同じで、受験会場は不正が行えないように私物の持ち込みが一切禁止されている。
- 日本の税理士と同じく、IRSの職員はその職歴から試験を免除される規定もある。

## 試験内容
試験科目は3科目
- Part 1 – Individuals （個人の申告全般）
- Part 2 – Businesses （法人の申告全般、パートナーシップ、資産、贈与税を含む）
- Part 3 – Representation, Practice and Procedures（代理業務、実務、手続き、倫理等）

- 各パートごと100問、コンピュータ試験のため、合否はその場でわかる。
- 科目合格による繰り越しは2年まで可能である。
- 三科目の試験に合格後、登録のために Form 23とよばれる申請用紙をIRSに提出し、IRSの審査を経てようやくCertificationが送られてくる。

## 資格の維持
- 弁護士やCPAと同じく、EAにおいても最低限の資格維持のための継続教育が要求されている。
- 資格の取得・登録後はCE（Continued Education credits）といわれる継続教育単位を資格を持つ限り維持しなくてはならない。1年間で24単位、3年間で72単位の取得が義務づけられている。3年間を1サイクルとして資格の更新が行われ、この単位を満たしていないと資格は停止される。

## 所属
- 個人税務では業界最大手のH&R Blockでは5,000人程度が所属している。[注 4]
- 税務という特殊性から、税務申告時期にのみEAとして活動する兼業者が多い。

## 税理士協会
- 米国税理士会NAEA（National Association of Enrolled Agents、全米税理士協会とも訳す）
- その他各州毎に、例えばカリフォルニア州にはCSEA（California Society of Enrolled Agent）がある。
- 日本にはJSEA（Japan Society of Enrolled Agent）などがある。
- 通常はNAEAと各州の協会の両方に入会する。
- 各協会への入会は強制ではないが、入会すると必要な継続教育の提供、最新の税務セミナーや、税務ソフトの情報などの恩典を受けることが出来る。

## 将来
- NAEAによれば、長年、税法上の無資格者が業務として税務申告を行うことの危険性を訴えて来たが、多くの無資格税理士を抱える業界大手[注 5]との最終的な合意を得て、IRSが税務業務の全有資格者化へ動きだした。その例として、以下に示すRPRAの資格制度が挙げられる。
- 2011年より、IRSはEA、CPA及び弁護士以外の無資格でかつ有料で個人税務申告作成を行う者への資格制度を開始する予定であることを発表した。暫定的に先ずIRSに登録し、三年間の猶予期間中に試験に合格することを前提としているが、EAに要求されるレベルまでの知識は必要とされておらず、税務において新しい格下の資格(RPRA)が生じることになった。[1]